# Зозулинцы (Хмельницкий район)
Зозулинцы (укр. Зозулинці) — село на Украине, находится в Хмельницком районе Винницкой области.
Код КОАТУУ — 0524885802. Население по переписи 2001 года составляет 471 человек. Почтовый индекс — 22036. Телефонный код — 4338.
Занимает площадь 1,2 км².
В 1 км к востоку от Зозулинцев расположено с. Пустовойты, являющееся центром Пустовойтовского сельского совета, которому подчинены Зозулинцы.

## История
Село с давних времен входило в состав королевских имений и в 1616 г. было пожизненным арендным владением Адама Лозинского. В XIX веке оно составляло собственность Будзинских и Рудзиковских. Село Пустовойты входило в состав Хмельницкого староства и первоначально называлось Козминин. Население села тогда составляло 1450 чел., среди которых были православные, католики и евреи. За исключением некоторых мещан, остальные жители были крестьянами и занимались исключительно земледелием.

### Церковь
О старой приходской церкви, предшествующей нынешней, известно из надписи на старом богослужебном евангелии, из которой видно, что в 1747 г. в Зозулинцах была Рождество-Богородичная церковь, но когда и кем она построена и была ли первою в приходе, неизвестно. Ныне существующий деревянный трехкупольный храм в честь Рождества Пресвятой Богородицы построен в 1794 г.; при нём каменная колокольня отдельно от церкви. Двухъярусный иконостас — незатейливой работы, с иконами на холсте. В 1861—1862 гг. переделаны купола, а в 1882 г. к алтарю с южной стороны пристроена ризница. К этой церкви приписана Свято-Иоанно-Богословская церковь с. Пустовойтов, деревянная, однокупольная, построенная в 1760 г. Колокольня при ней сооружена в 1881 г. Священнические постройки возведены в 1888 г., а псаломщицкие — в 1895 г. В приходе были две церковно-приходских школы в Зозулинцах, открытая в 1862 г. и помещающаяся с 1895 г. в собственном здании, и школа грамоты в Пустовойтах, также открытая в 1862 г. и с 1896 г. имеющая собственное помещение.

## Адрес местного совета
22036, Винницкая область, Хмельницкий р-н, с. Пустовойты, ул. Ленина, 108а, тел. 3-12-82.